# Foro Europeo de la Juventud
 El Foro Europeo de la Juventud es la plataforma de los consejos juveniles nacionales y de las organizaciones juveniles no gubernamentales internacionales en Europa.  Trabaja por los derechos de la juventud en instituciones internacionales como la Unión Europea, el Consejo de Europa y las Naciones Unidas. 
El Foro Europeo de la Juventud trabaja en los ámbitos de la política de la juventud y en el desarrollo del trabajo juvenil. Centra su trabajo en asuntos de política juvenil europea, mientras que a través del compromiso a nivel global, está mejorando las capacidades de sus miembros y promoviendo la interdependencia global. En su trabajo diario, el Foro Europeo de la Juventud representa los puntos de vista y opiniones de las organizaciones juveniles en todas las áreas políticas relevantes y promueve la naturaleza intersectorial de la política juvenil hacia varios actores institucionales. Los principios de igualdad y desarrollo sostenible se han incorporado en el trabajo del Foro Europeo de la Juventud.
A julio de 2017, consta de 43 Consejos Nacionales de la Juventud  y 61 ONG internacionales de jóvenes,  un total de 104 organismos de toda Europa.  

## Historia
El Foro Europeo de la Juventud es una organización internacional europea, establecida en 1996 por los consejos nacionales de jóvenes y las organizaciones internacionales no gubernamentales de jóvenes. Funciona como el sucesor del Consejo de Comités Nacionales Europeos de la Juventud (CENYC), el Foro de la Juventud de las Comunidades Europeas (YFEU) y la Oficina Europea de Coordinación de Organizaciones Internacionales de la Juventud (BCE). El CENYC y la BCE habían representado los intereses de los jóvenes desde los años sesenta.  El YFEU fue creado por ellos a fines de la década de 1970 para trabajar con la Unión Europea (entonces llamada Comunidad Europea). El establecimiento de una estructura única que reemplazara a las tres organizaciones fue una racionalización importante. 

## Visión, misión y objetivos.
Según el Foro Europeo de la Juventud, su visión, misión y objetivos son los siguientes: 

### Visión
Ser la voz de los jóvenes en Europa, donde los jóvenes son ciudadanos iguales y son alentados y apoyados para alcanzar su máximo potencial como ciudadanos globales. 

### Misión
El Foro Europeo de la Juventud es una plataforma independiente, democrática y dirigida por jóvenes, que representa a los consejos juveniles nacionales y a las organizaciones juveniles internacionales de toda Europa. 
El Foro de la Juventud trabaja para empoderar a los jóvenes para que participen activamente en la sociedad para mejorar sus propias vidas, representando y defendiendo sus necesidades e intereses y los de sus organizaciones. 

### Objetivos
- Aumentar la participación de los jóvenes y las organizaciones juveniles en la sociedad, así como en los procesos de toma de decisiones;
- Influir positivamente en las cuestiones de política que afectan a los jóvenes y las organizaciones juveniles, al ser un socio reconocido por las instituciones internacionales, a saber, la Unión Europea, el Consejo de Europa y las Naciones Unidas;
- Promover el concepto de política de la juventud como un elemento integrado e intersectorial del desarrollo general de las políticas, en particular a través de la incorporación de la juventud;
- Facilitar la participación de los jóvenes a través del desarrollo de organizaciones juveniles sostenibles e independientes a nivel nacional e internacional, particularmente en lo que respecta a garantizar una financiación confiable y adecuada para ellos;
- Promover el intercambio de ideas y experiencias, el entendimiento mutuo, así como la igualdad de derechos y oportunidades entre los jóvenes en Europa;-
- Defender la comprensión intercultural, la democracia, el respeto, la diversidad, los derechos humanos, la ciudadanía activa y la solidaridad;
- Contribuir al desarrollo del trabajo juvenil en otras regiones del mundo.

## Organización

### Presidentes
| Fecha     | presidente                 | Nacionalidad | Organización (es) nominadora (s) |
| --------- | -------------------------- | ------------ | --- |
| 2019-2020 | Sra. Carina Autengruber    | Austria      | Oesterreichische Kinder- und Jugendvertretung (ÖJV), Federación Internacional de Movimientos Juveniles Parroquiales Católicos (FIMCAP) |
| 2017-2018 | Sr. Luis Alvarado Martínez | España       | Association des Etats Généraux des Etudiants de l'Europe (AEGEE-Europa)                                                                |
| 2015-2016 | Johanna Nyman              | Finlandia    | Cooperación Juvenil Finlandesa (Allianssi)                                                                                             |
| 2011-2014 | Sr. Peter Matjašič         | Eslovenia    | |
| 2009–2010 | Sr. Tine Radinja           | Eslovenia    | |
| 2007-2008 | Sra. Bettina Schwarzmayr   | Austria      | |
| 2005–2006 | Sr. Renaldas Vaisbrodas    | Lituania     | |
| 2003-2004 | Sr. Giacomo Filibeck       | Italia       | |
| 2001-2002 | Sr. Henrik Söderman        | Finlandia    | |
| 1999-2000 | Sr. Pau Solanilla          | España       | |
| 1997-1998 | Sra. Pauliina Arola        | Finlandia    | |

### Junta actual
Cada junta elegida por todos los miembros cada 2 años en la Asamblea General, está compuesta por: 
- Presidente nominado de un Consejo Nacional de la Juventud (NYC) y / o una Organización Internacional No Gubernamental de la Juventud (INGYO).
- Vicepresidente nominado de un Consejo Nacional de la Juventud (NYC)
- Vicepresidente nominado de una Organización Internacional No Gubernamental de Jóvenes (INGYO)
- 4 miembros de la junta nominados de un Consejo Nacional de la Juventud (NYC)
- 4 miembros de la junta nominados de una Organización Internacional No Gubernamental de Jóvenes (INGYO)

El Secretario General asiste a las reuniones de la junta como ex officio, sin derecho a voto. 
| Nombre                 | Posición                    | Nacionalidad    | Organización nominadora                                                             |
| ---------------------- | --------------------------- | --------------- | ----------------------------------------------------------------------------------- |
| Luis Alvarado Martínez | Presidente                  | España          | Association des Etats Généraux des Etudiants de l'Europe (AEGEE-Europa)             |
| Carina Autengruber     | Vicepresidente (NYC)        | Austria         | Oesterreichische Kinder- und Jugendvertretung (ÖJV)                                 |
| Dejan Bojanic          | Vicepresidente (INGYO)      | Serbia          | Oficina Organizadora de los Sindicatos de Estudiantes de Escuelas Europeas (OBESSU) |
| Andrea Casamenti       | Miembro de la Junta (INGYO) | Italia          | Confederación Europea de Clubes Juveniles (ECYC)                                    |
| Kristen Aigro          | Miembro de la Junta (NYC)   | Estonia         | Eesti Noorteühenduste Liit (ENL)                                                    |
| Mari Strømsvåg         | Miembro de la Junta (NYC)   | Noruega         | Landsrådet para Norske barne- og ungdomsorganisasjoner (LNU)                        |
| Nafsika Vrettaki       | Miembro de la Junta (INGYO) | Grecia          | Juventud del Partido Popular Europeo (YEPP)                                         |
| Sebastiaan Rood        | Miembro de la Junta (INGYO) | Holanda         | Federación de Jóvenes Verdes Europeos (FYEG)                                        |
| Tina Hočevar           | Miembro de la Junta (NYC)   | Eslovenia       | Mladinski Svet Slovenjie (MSS)                                                      |
| Ville Majamaa          | Miembro de la Junta (INGYO) | Finlandia       | Organización Mundial del Movimiento Scout (oficina europea) (WOSM)                  |
| Zuzana Vaněčková       | Miembro de la Junta (NYC)   | República Checa | Česká rada dětí a mládeže (ČRDM)                                                    |

### Secretarios generales
| Nombre                   | Término         |
| ------------------------ | --------------- |
| Sra. Anna Widegren       | 2017 – presente |
| Sr. Allan Pall           | 2014-2017       |
| Mr Giuseppe Porcaro      | 2009–2014       |
| Sr. Diogo Pinto          | 2005-2009       |
| Johanna Tzanidaki        | 2003-2005       |
| Sr. Kim Svendsen         | 2001-2002       |
| Sr. Tobias Flessenkemper | 1998-2001       |
| Sra. Hrönn Pétursdóttir  | 1997-1998       |
| Sr. Stephen Grogan       | 1996            |

### Fondos
En 2012, casi el 87% de los ingresos del Foro de la Juventud provenían de subvenciones anuales de instituciones internacionales. El 83,9% de los ingresos totales provino del Presupuesto de las Comunidades Europeas, a través de una subvención de la DG Educación y Cultura, mientras que alrededor del 3,2% provenía de subvenciones del Consejo de Europa.  
Los proyectos de asociación también constituyen una parte esencial de los ingresos del Foro de la Juventud, y dichos ingresos incluyen el apoyo de organizaciones asociadas para actividades concretas, p. ej. organizaciones miembros de YFJ que organizan reuniones de YFJ o subvenciones de fundaciones u otras entidades, como las Naciones Unidas, los gobiernos o las autoridades locales.  
Las contribuciones de tiempo voluntario (VTC) son una fuente esencial de financiación externa y permiten a YFJ cumplir con los requisitos de cofinanciación según la Comisión Europea. Los VTC también representan el reconocimiento adicional del trabajo voluntario como una contribución importante a la sociedad y al trabajo de las organizaciones juveniles. Estas contribuciones en 2012 representan aproximadamente el 4.8% del presupuesto del Foro de Jóvenes.  

## Afiliación
El Foro Europeo de la Juventud cuenta con 104 organizaciones miembros de dos tipos de Membresía: Consejo Nacional de la Juventud y Organización Internacional No Gubernamental de la Juventud, de las cuales hay tres niveles: Observador, Candidato y miembro de pleno derecho. Solo los miembros de pleno derecho pueden votar en las reuniones estatutarias del Foro. 
Según los estatutos: 
Todos los miembros deben cumplir los siguientes criterios generales:
- aceptar y trabajar para el propósito del Foro;
- ser una organización no gubernamental y sin fines de lucro;
- tener objetivos y estructuras democráticas y aceptar los principios del Convenio Europeo de Derechos Humanos;
- reconocer plenamente los estatutos del Foro;
- trabajar con jóvenes y tener un cuerpo de toma de decisiones controlado por jóvenes;
- no estar sujeto a dirección en sus decisiones por ninguna autoridad externa.

### Consejos Nacionales de la Juventud
Actualmente hay 43 Consejos Nacionales de la Juventud que son miembros del Foro Europeo de la Juventud. Albania, Bosnia y Herzegovina, Kosovo y Turquía no tienen actualmente reconocidos Consejos Nacionales de la Juventud. 
Los miembros del Consejo Nacional de la Juventud deben: a) ser el órgano de coordinación nacional de las organizaciones juveniles no gubernamentales en un Estado europeo; b) estar abiertos a todas las organizaciones juveniles democráticas a nivel nacional. 
Para ser miembros plenos deben estar abiertos a todos y representar a la mayoría de los principales movimientos y organizaciones democráticas juveniles a nivel nacional en ese Estado. 
| País            | Nombre | Acronym    | Estatus                          |
| --------------- | --- | ---------- | -------------------------------- |
| Finlandia       | Cooperación Juvenil Finlandesa                                                                                                   | Allianssi  | Pleno                            |
| Reino Unido     | Consejo Británico de la Juventud                                                                                                 | BYC        | Pleno                            |
| Holanda         | Consejo Nacional de la Juventud Holandesa                                                                                        | NJR / DNYC | Pleno                            |
| Francia         | Comité de Relaciones Nacionales e Internacionales de Jóvenes y Asociaciones de Educación Popular                                 | CNAJEP     | Pleno                            |
| Estonia         | Consejo Nacional de la Juventud de Estonia                                                                                       | ENL        | Pleno                            |
| Luxemburgo      | Conferencia General de Juventud de Luxemburgo                                                                                    | CGJL       | Pleno                            |
| España          | Consejo de la Juventud de España                                                                                                 | CJE        | Pleno                            |
| Polonia         | Consejo Polaco de Organizaciones Juveniles                                                                                       | PROM       | Pleno                            |
| Portugal        | Consejo Nacional de la Juventud Archivado el 29 de marzo de 2018 en Wayback Machine.                                             | CNJ        | Pleno                            |
| Cataluña        | Consejo Nacional de la Juventud de Cataluña                                                                                      | CNJC       | Pleno (sin voto)                 |
| Moldavia        | Consejo Nacional de la Juventud de Moldavia                                                                                      | CNTM       | Pleno                            |
| : Bélgica       | Consejo Juvenil de la Comunidad Francesa de Bélgica                                                                              | CRIJ       | Pleno (Voto compartido con VJR)  |
| Suiza           | Consejo Nacional de la Juventud de Suiza                                                                                         | SAJV/CSAJ  | Pleno                            |
| Rumanía         | Consejo de la Juventud rumana | CTR        | Pleno                            |
| Chipre          | Consejo Juvenil de Chipre | CYC        | Pleno                            |
| Alemania        | Comité nacional alemán para el trabajo internacional de la juventud )                                                            | DNK        | Pleno                            |
| Dinamarca       | Consejo Danés de la Juventud | DUF        | Pleno                            |
| Grecia          | Consejo Helénico Nacional de la Juventud                                                                                         | ESYN       | Pleno                            |
| Italia          | Foro Nacional de la Juventud | FNG        | Pleno                            |
| Malta           | Consejo Nacional de la Juventud                                                                                                  | KNZ        | Pleno                            |
| Lituania        | Consejo lituano de la juventud                                                                                                   | LIJOT      | Pleno                            |
| Letonia         | Consejo de la Juventud letona | LJP        | Pleno                            |
| Noruega         | El Consejo Nacional de Organizaciones de Niños y Jóvenes de Noruega                                                              | LNU        | Pleno                            |
| Suecia          | Consejo nacional sueco de organizaciones juveniles                                                                               | LSU        | Pleno                            |
| Islandia        | Consejo de la Juventud de Islandia                                                                                               | LÆF        | Pleno                            |
| Eslovenia       | Consejo de la Juventud de Islandia                                                                                               | MSS        | Pleno                            |
| Croacia         | Mreža Mladih Hrvatske / Red juvenil croata                                                                                       | MMH        | Pleno                            |
| Azerbaiyán      | Asamblea Nacional de Organizaciones Juveniles de la República de Azerbaiyán Archivado el 12 de abril de 2019 en Wayback Machine. | NAYORA     | Pleno                            |
| Georgia         | Consejo Nacional de Organizaciones Juveniles de Georgia                                                                          | NCYOG      | Pleno                            |
| Armenia         | Consejo Nacional de la Juventud de Armenia                                                                                       | NYCA       | Pleno                            |
| Irlanda         | Consejo Nacional de la Juventud de Irlanda                                                                                       | NYCI       | Pleno                            |
| Rusia           | Consejo Nacional de la Juventud de Rusia                                                                                         | NYCR       | Pleno                            |
| Austria         | Representación austriaca de niños y jóvenes                                                                                      | ÖJV        | Pleno                            |
| Bielorrusia     | Unión Bielorrusa de Asociaciones Públicas de Jóvenes y Niños                                                                     | RADA       | Pleno                            |
| Eslovaquia      | Rada Mládeže Slovenska (Consejo eslovaco de la juventud)                                                                         | RMS        | Pleno                            |
| República Checa | Česká rada dětí a mládeže (Consejo checo de niños y jóvenes)                                                                     | ČRDM       | Pleno                            |
| Bulgaria        | Naciolen Mladezki Forum (Foro Nacional de la Juventud-Bulgaria)                                                                  | NMF        | Pleno                            |
| Serbia          | Krovna Organizacija Mladih Srbije (Consejo Nacional de la Juventud de Serbia)                                                    | KOMS       | Pleno                            |
| : Bélgica       | Vlaamse Jeugdraad (Consejo flamenco de la juventud)                                                                              | VJR        | Pleno (Voto compartido con CRIJ) |
| Macedonia       | Consejo Nacional de la Juventud de Macedonia                                                                                     | NYCM       | Pleno                            |
| : Bélgica       | Consejo de Juventud de habla alemana                                                                                             | RDJ        | Candidato                        |
| Ucrania         | Consejo Nacional de la Juventud de Ucrania                                                                                       | NYCU       | Candidato                        |
| Hungría         | Consejo Nacional de la Juventud de Hungría                                                                                       | NIT        | Observador                       |

### Organizaciones internacionales no gubernamentales de juventud
Actualmente hay 61 organizaciones internacionales no gubernamentales de juventud que son miembros del Foro Europeo de la Juventud. 
Los miembros plenos de IYNGO deben tener: al menos 5000 miembros jóvenes en diez estados europeos, y bajo ninguna circunstancia tener menos de 300 miembros jóvenes en cualquiera de estos diez estados; o: tener una recomendación motivada de: el Secretario General y la Junta; o el Órgano Consultivo sobre solicitudes de membresía que asesora a la Junta sobre solicitudes de membresía. 
Los miembros observadores de INGYO deben tener 3000 miembros jóvenes en al menos seis Estados europeos con al menos 100 miembros en cualquiera de estos seis estados. 
Los INGYO no pueden convertirse en miembros si son en gran medida idénticos en términos de objetivos, membresía y estructuras de un INGYO existente, que ya es miembro. Esto debe ser apreciado únicamente por la Asamblea General, por una mayoría de dos tercios, sin contar las abstenciones. 
| Name                                                                                                   | Acronym         | Status                 |
| --- | --------------- | ---------------------- |
| Association des Etats Généraux des Etudiants de l'Europe                                               | AEGEE           | Pleno                  |
| Alliance of European Voluntary Service Organisations                                                   | ALLIANCE        | Pleno                  |
| International ATD Fourth World Movement                                                                | ATD-Quart Monde | Pleno                  |
| Board of European Students of Technology                                                               | BEST            | Observador             |
| Democrat Youth Community of Europe                                                                     | DEMYC           | Pleno                  |
| European Bureau of Conscientious Objection                                                             | EBCO/BEOC       | Pleno                  |
| Young European Socialists                                                                              | YES             | Pleno                  |
| European Confederation of Youth Clubs                                                                  | ECYC            | Pleno                  |
| European Democrat Students                                                                             | EDS             | Pleno                  |
| European Educational Exchanges – Youth for Understanding                                               | EEE-YFU         | Pleno                  |
| European Federation for Intercultural Learning Archivado el 7 de noviembre de 2020 en Wayback Machine. | EFIL            | Pleno                  |
| Erasmus Student Network                                                                                | ESN             | Pleno                  |
| European Union of Deaf Youth                                                                           | EUDY            | Candidato              |
| ACTIVE - Sobriety, Friendship and Peace                                                                | ACTIVE          | Pleno                  |
| European Students' Union                                                                               | ESU/ESIB        | Pleno                  |
| European Trade Union Confederation Youth                                                               | ETUC Youth      | Pleno                  |
| EU Federation of Youth Hostel Associations                                                             | EUFED           | Pleno                  |
| European Union of Jewish Students                                                                      | EUJS/UEEJ       | Pleno                  |
| Ecumenical Youth Council in Europe                                                                     | EYCE            | Pleno                  |
| International Federation of Catholic Parochial Youth Movements                                         | FIMCAP          | Pleno                  |
| Federation of Young European Greens                                                                    | FYEG            | Pleno                  |
| International Federation of Liberal Youth                                                              | IFLRY           | Pleno                  |
| International Falcon Movement - Socialist Education International                                      | IFM-SEI         | Pleno                  |
| International Federation of Medical Students' Associations                                             | IFMSA           | Pleno                  |
| International Lesbian, Gay, Bisexual, Transgender and Queer Youth and Student Organisation             | IGLYO           | Pleno                  |
| International Union of Socialist Youth                                                                 | IUSY            | Pleno                  |
| International Young Nature Friends                                                                     | IYNF            | Pleno                  |
| International Young Catholic Students - International Movement of Catholic Students                    | JECI-MIEC       | Pleno                  |
| Young European Federalists                                                                             | JEF             | Pleno                  |
| European Liberal Youth                                                                                 | LYMEC           | Pleno                  |
| International Movement of Catholic Agricultural and Rural Youth                                        | MIJARC-Europe   | Pleno                  |
| Organising Bureau of European School Student Unions                                                    | OBESSU          | Pleno                  |
| Rural Youth Europe                                                                                     | RYEurope        | Pleno                  |
| Service Civil International                                                                            | SCI             | Pleno                  |
| World Esperanto Youth Organization                                                                     | TEJO            | Pleno                  |
| World Association of Girl Guides and Girl Scouts                                                       | WAGGGS          | Pleno                  |
| World Organisation of the Scout Movement (European office)                                             | WOSM            | Pleno                  |
| Youth Action for Peace                                                                                 | YAP             | Pleno (Suspendido)     |
| Youth and Environment Europe                                                                           | YEE             | Pleno                  |
| Youth of the European People's Party                                                                   | YEPP            | Pleno                  |
| Youth for Exchange and Understanding                                                                   | YEU             | Pleno                  |
| European Alliance of Young Men's Christian Associations                                                | YMCA            | Pleno                  |
| Young Women's Christian Association                                                                    | YWCA            | Pleno                  |
| Youth of European Nationalities                                                                        | YEN             | Pleno                  |
| European Council of Young Farmers                                                                      | CEJA            | Observador             |
| European Confederation of Independent Trade Unions                                                     | CESI-Youth      | Observador             |
| Red Juvenil Don Bosco                                                                                  | Don Bosco       | Observador             |
| European Free Alliance Youth                                                                           | EFAY            | Observador             |
| European Non-Governmental Sports Organisation Youth Committee                                          | ENGSO Youth     | Observador             |
| European Youth Press                                                                                   | EYP             | Observador             |
| International Federation of Training Centres for the Promotion of Progressive Education                | FICEMEA         | Observador             |
| International Coordination of Young Christian Workers                                                  | ICYCW/CIJOC     | Observador             |
| Jeunesses Musicales International                                                                      | JMI             | Observador             |
| Pax Christi International                                                                              | Pax Christi     | Observador             |
| Red Cross Youth                                                                                        | RCY             | Observador             |
| Youth Express Network                                                                                  | Y-E-N           | Candidato              |
| Young Democrats for Europe                                                                             | YDE             | Observador             |
| Children's International Summer Villages                                                               | CISV            | Observador             |
| International Federation of Hard of Hearing Young People                                               | IFHOHYP         | Observador             |
| Young Entrepreneurs Organisation of the European Union                                                 | JUENE           | Observador             |
| International Debate Education Association                                                             | IDEA NL         | Observador             |
| The Duke of Edinburgh's International Award Foundation                                                 | The Award       | Observador             |
| Freedom, Legality and Rights in Europe                                                                 | FLARE           | Candidato (Suspendido) |